# Andrew Johnson
Andrew Johnson (29 de dezembro de 1808 — 31 de julho de 1875) foi o 17º Presidente dos Estados Unidos, na posição de 1865 a 1869. Ele primeiro foi vice-presidente até o momento do assassinato de Abraham Lincoln. Johnson era um Democrata que concorreu com Lincoln na chapa do Partido União Nacional ao lado de Lincoln. Após a guerra civil, ele favoreceu a reentrada rápida dos estados secessionistas de volta a União sem que fosse garantido proteção aos ex-escravos. Isto levou a conflitos com o Congresso, dominado pelos Republicanos, levando a uma crise política que culminaria no seu impeachment pela Casa dos Representantes em 1868, embora ele tenha sido absolvido no Senado por apenas um voto de diferença. Um dos pontos altos de sua presidência foi a Compra do Alasca.
Johnson nasceu em pobreza na cidade de Raleigh, na Carolina do Norte, numa família de origem anglo-americano e irlando-escocesa. Ele nunca frequentou uma escola. Foi aprendiz de alfaiate e trabalhou em várias cidades da fronteira antes de se estabelecer em Greeneville, Tennessee. Ele serviu como vereador e prefeito lá antes de ser eleito para a Câmara dos Representantes do Tennessee em 1835. Após um período curto no senado estadual do Tennessee, Johnson foi eleito para a Câmara dos Representantes federal, em 1843, onde serviu dois mandatos. Ele então serviu como governador do Tennessee por quatro anos e depois foi eleito pela legislatura estadual para o Senado em 1857. Durante seu período no Congresso, ele votou para passar a Lei da Propriedade Rural que entrou em vigor logo após sua saída do Senado, em 1862. Quando estados escravagistas do sul declararam independência e se separaram da União, formando os Estados Confederados da América, o Tennessee se juntou aos secessionistas. Porém Johnson e outros políticos do estado decidiram permanecer leais a União. Ele foi o único Senador em um estado Confederado que não renunciou ao seu posto no senado federal no momento da secessão. Em 1862, Lincoln o apontou como governador militar do Tennessee depois que a maioria do estado caiu em mãos das tropas unionistas. Em 1864, Johnson foi escolhido para ser o vice na reeleição de Lincoln, já que o presidente queria emanar uma imagem de unidade nacional. Em abril de 1865, após o assassinato do presidente Lincoln, Andrew Johnson assumiu a presidência já na reta final da guerra civil.
Johnson implementou sua própria versão da Reconstrução (período conhecido como Presidential Reconstruction), através de uma série de proclamações direcionadas aos antigos estados da Confederação para que eles realizassem convenções e eleições para reformar seus governos civis. Os estados do sul retornaram muitos de seus antigos líderes para o poder e aprovaram os chamados Black Codes ("Códigos Pretos") para privar os negros libertos dos seus direitos civis, mas os Republicanos no Congresso se recusaram a aceitar os legisladores sulistas na legislatura e decidiram então aprovar uma série de leis federais para substituir as leis no sul. Johnson vetou essas legislações novas e chamou as emendas constitucionais para garantir direitos iguais entre as raças de "racismo contra brancos", o que forçou o Congresso a reverter o veto presidencial (algo que fariam mais quatorze vezes contra Johnson). Entre essas iniciativas legislativas, estava a Décima Quarta Emenda à Constituição que dava cidadania aos escravos libertos. Em 1866, ele visitou vários estados numa turnê sem precedentes (naquela época, dificilmente um presidente no cargo deixava Washington, D.C.) para promover suas ações executivas, buscando quebrar a oposição republicana. Com a briga entre os poderes Executivo e Legislativo, o Congresso passou a Lei de Posse do Cargo de 1867 que restringia a habilidade de Johnson de demitir membros do seu gabinete à reveria. O presidente, contudo, persistiu na sua prerrogativa de nomear e desnomear membros do seu governo e então prosseguiu para tentar demitir o seu Secretário de Guerra Edwin Stanton. Por violar a lei que o Congresso havia estabelecido, os congressistas abriram um processo de impeachment contra ele. Andrew Johnson acabou sendo condenado pela Câmara dos Representantes mas foi absolvido no julgamento no Senado, podendo assim exercer o restante do seu mandato sem percalços legais. Em 1868, ele perdeu a indicação do Partido Democrata para tentar concorrer a reeleição e deixou o cargo de presidente no ano seguinte. Johnson se recusou a comparecer na cerimônia de posse do seu sucessor, Ulysses S. Grant, se tornando o último presidente a fazê-lo até que Donald Trump (em 2021) também não quis presenciar a posse do novo presidente.
Johnson retornou para o Tennessee após deixar a presidência, mas não abandonou a vida pública. Ele foi mais uma vez eleito para o Senado Federal em 1875, fazendo dele o único ex-presidente eleito senador na história. Ele morreu cinco meses após tomar posse. A ferrenha oposição de Johnson às tentativas de federalizar as garantias constitucionais dos direitos dos afro-americanos foi duramente criticada, tanto na época quanto posteriormente; muitos historiadores o consideram como um dos piores presidentes da história dos Estados Unidos.